# Giovanni Benedetto Giovanelli
Giovanni Benedetto Giovanelli (Venezia, 29 novembre 1726 – Venezia, 21 agosto 1791) è stato un politico italiano.

## Biografia
Figlio di Giovanni Paolo e Giulia Maria Calbo, nacque in una nobile famiglia bergamasca da poco entrata nel patriziato veneziano. Era il secondogenito, preceduto dal Giovanni Andrea Giovanelli e seguito da Federico Maria; aveva inoltre una sorellastra di primo letto, Marianna.
Tutti e tre i fratelli Giovanelli seguirono lo stesso percorso formativo: educati inizialmente da precettori privati, in seguito frequentarono il prestigioso collegio benedettino di Ettal, in Baviera. Tra il 1744 e il 1756 Giovanni Benedetto e Giovanni Andrea compirono, per volere della madre, un tour attraverso Germania, Boemia, Fiandre, Paesi Bassi, Inghilterra, Francia e Italia, con il fine di visitare le proprietà di famiglia e creare relazioni a fini commerciali. Dall'esperienza il Giovanelli concepì un diario (inedito) e alcune lettere (pubblicate con quelle del fratello nel 1907 dal discendente Andrea Giovanelli) in cui emerge una personalità saggia ed equilibrata nonostante la giovane età.
Il 2 dicembre 1751 entrò nel Maggior Consiglio, ma cominciò il suo cursus honorum solo dal 1756, una volta rientrato dal viaggio. Svolse una carriera brillante, certamente favorito dalla ricchezza e dal prestigio familiare, ma anche dalle sue indubbie doti politiche.
Provveditore sopra Banchi dal dicembre 1756, nel marzo 1758 divenne provveditore sopra Conti, nel giugno 1760 ufficiale alle Rason nuove e nel maggio 1762 savio sopra le Decime in Rialto. Seguì una pausa di alcuni anni; poi, il 30 luglio 1769, divenne podestà di Padova, ma il 20 agosto successivo il Maggior Consiglio lo dispensò dalla carica. Il 9 settembre successivo fu eletto provveditore all'Arsenale, ma il 1º ottobre abbandonò l'incarico essendo diventato membro dei Quaranta della zonta del Senato.
Dal settembre 1770 fece parte del Consiglio dei dieci in qualità di deputato alle Risposte e dall'aprile successivo come revisore alla Cassa. Nell'ottobre 1771 tornò nella zona del Senato, ricoprendo al contempo la carica di provveditore alla Giustizia vecchia.
Nell'aprile 1772 fu eletto capitano di Padova, dove rimase sino all'ottobre 1773. Rientrato nella capitale, nel settembre 1774 venne mandato a Palma, in Friuli, in qualità di provveditore generale.
Tornato nuovamente a Venezia, nell'agosto 1777 entrò un'altra volta nel Consiglio dei dieci, ancora come revisore alla Cassa. Nel novembre 1778 divenne scansadore alle Spese superflue, ma appena due settimane dopo vi rinunciò per assumere la carica di revisore e regolatore alla Scrittura; ricoprì questo ufficio sino al gennaio successivo, quando divenne censore.
Il 3 febbraio 1779 fu eletto procuratore di San Marco de Citra, la massima carica della Repubblica dopo quella di doge. Da questo momento la sua attività di funzionario fu sempre più intensa; non è chiaro, però, se il Giovanelli avesse accettato tutte le cariche assegnategli, se le avesse assolte solo per poco tempo o se, ancora, avesse assunto più uffici contemporaneamente (fatto, quest'ultimo, non improbabile visto l'assottigliamento demografico del ceto patrizio).
Provveditore sopra Ospedali e luoghi pii dal settembre al dicembre 1779, divenne poi inquisitore sopra l'amministrazione dei Pubblici Ruoli e alle cose del Levante, Dalmazia e Albania. Alla fine del 1781 divenne conservatore delle Leggi, aggiunto all'Arsenale, revisore e regolatore delle Entrate pubbliche, ma si dimise all'inizio del 1782 per diventare aggiunto alle Vendite dei presidenti sopra l'esazione del denaro pubblico; nello stesso periodo, pare, prese parte al Collegio alle pompe. Nel febbraio 1785 divenne inquisitore sopra l'amministrazione dei Pubblici Ruoli e nell'aprile successivo provveditore alla Sanità. Nel 1786 fu nominato deputato alla Provvision del denaro pubblico e conservatore alle Leggi, ma lasciò questi incarichi poco dopo per entrare nell'inquisitorato alle Acque come aggiunto.
Nel settembre 1789 fu nominato inquisitore sopra l'Esazione dei pubblici crediti e il 20 novembre 1790 fu, con Francesco Pesaro, ambasciatore straordinario per rendere omaggio al neoeletto Leopoldo II del Sacro Romano Impero.
Lasciò la vita pubblica solo nell'ultima fase della sua vita, quando fu colpito da una breve malattia che lo portò alla morte. Dalla moglie Camilla di Francesco Martinelli, sposata nel 1755, non aveva avuto figli.